# 陸前高田市立小友小学校
陸前高田市立小友小学校（りくぜんたかたしりつ おともしょうがっこう）は、岩手県陸前高田市小友町にある公立小学校。

## 沿革
出典
- 1873年（明治6年）1月 - 字門前の華蔵寺客殿に公立小友小学校創立。
- 1906年（明治39年）12月 - 校舎建築落成。
- 1941年（昭和16年）4月 - 国民学校令により、小友村立小友国民学校と改称。
- 1947年（昭和22年）4月 - 学制改革により、小友村立小友小学校と改称。
- 1955年（昭和30年）1月1日 - 小友村を含む気仙郡9町村合併による陸前高田市発足により、陸前高田市立小友小学校と改称。
- 1957年（昭和32年）11月 - 校歌制定。
- 1963年（昭和38年）3月 - 完全給食開始。
- 1973年（昭和48年）
  - 1月 - 創立百周年記念祝賀行事開催。
  - 4月 - 学校給食センター方式による給食開始。
- 1977年（昭和52年）9月 - 水泳プール完成。
- 1980年（昭和55年）3月 - 鉄筋コンクリート3階建の新校舎が竣工。
- 1981年（昭和56年）
  - 1月 - 屋内運動場竣工。
  - 5月 - 校庭切下げ拡張工事竣工。
- 1999年（平成11年）10月 - コンピュータ室設置。
- 2006年（平成18年）4月 - 特別支援学級「たんぽぽ」開設。
- 2007年（平成19年）5月 - 青少年赤十字に加盟。
- 2008年（平成20年）12月 - トイレ水洗化工事竣工。
- 2010年（平成22年）3月 - コンピュータ教師用配置。
- 2011年（平成23年）3月11日 - 午後に発生した東日本大震災により、校舎一階体育館浸水、校庭施設プール全壊する被害が出た。
- 2013年（平成25年）
  - 2月 - 体育館床張り替え工事竣工。
  - 5月 - 校庭改修工事竣工。
  - 8月 - 校舎1階改修工事竣工。
- 2014年（平成26年）3月 - 水泳プール改修工事竣工。「たんぽぽ学級」（知的）閉級。
- 2016年（平成28年）5月 - 岩手県教育委員会より、防災教育・復興教育推進事業「いわての復興教育スクール」に指定。
- 2019年（平成31年・令和元年）
  - 4月 - 特別支援学級「わかたけ学級」（情緒）を開設。
  - 8月 - 教室・保健室にエアコンを設置。
- 2020年（令和2年）1月 - コンピュータ室児童用コンピュータ更新（18台）。
- 2021年（令和3年）
  - 3月 - 震災関連スクールバス廃止。
  - 4月 - 特別支援学級「わかたけ学級」（知的）を開設。

## 学区
- 小友町

## 進学先中学校
- 陸前高田市立高田東中学校

## 周辺施設
- 小友グラウンド

## 交通
- 岩手県交通「細浦経由高田線」で、「三日市」バス停下車後、徒歩約800m・約12分。
  - 運行は1日1往復と非常に少ない。
- 陸前高田市コミュニティバス「広田半島循環線」で、「小友駅前」バス停下車後、徒歩約1km・約15分。
  - 運行は平日2本で、土日祝日は1本だが、土日祝日は広田診療所発小友駅前行となる。
- JR東日本大船渡線BRT小友駅から、徒歩約1.1km・約17分。